# James Pond 2
James Pond 2: Codename RoboCod también conocido como Super James Pond, es un videojuego plataformas y segunda parte de James Pond. El juego fue desarrollado por los mismos desarrolladores de videojuegos británicos como el juego original. La música corrió a cargo de Richard Joseph es una interpretación optimista de la película RoboCop.

## Argumento
El juego tiene lugar inmediatamente después de su predecesor, James Pond. Aunque Acme Oil Co. ha sido destruida por James Pond, el  archienemigo Dr Quizás ha sobrevivido y se ha retirado al Polo Norte donde se ha hecho cargo de El taller de Santa. Dr. Quizás mantiene como rehenes a los trabajadores de Santa (en la mayoría de las versiones del juego son pingüinos, en algunos son  duendes), y ha convertido a muchos de los ayudantes de Santa Claus en sus propias asistentes retorcidos y peligrosos. 
James Pond es reclutado para infiltrarse en la gruta de Papá Noel, libere a los pingüinos, recuperar los juguetes robados por los niños del mundo, y derrotar a Dr. Quizá de una vez por todas. Esta vez, sin embargo, debido a los mayores riesgos involucrados en esta misión, se le asigna un estanque robótico traje y el nombre código "Robocod" (un juego de palabras con RoboCop). Este traje da fuerza sobrehumana y agilidad a "Pond", así como lo que le permitió extender su cintura casi indefinidamente y alcanzar zonas de otra manera inalcanzables.

## Juego
James comienza fuera de la fábrica de juguetes de  Santa. Hay muchas puertas, cada una de las cuales conduce a un escenario con muchos niveles diferentes con temas, 50 en total. Las criaturas hostiles al acecho en estos niveles, y vienen en muchas formas. No hay armas en el juego, por lo que James tiene que saltar sobre ellos para derrotarlos. Después de completar dos "puertas", James va a otra puerta donde un jefe espera.
La armadura corporal le permite extender su cuerpo verticalmente a extremos increíbles y agarrar el techo o plataformas que estén por encima de él. Esto le permite viajar a lo largo del techo y caer sobre la parte superior de un enemigo desprevenido, o para llegar a zonas inaccesibles. James también puede recoger los objetos que otorguen puntos, vidas extra y las alas que otorgan a James la capacidad de volar. De vez en cuando pueden entrar vehículos, coches, aviones o bañeras de vuelo.

## Recepción
UK magazine ACE gave the Amiga version a score of 934 out of 1000, calling it "polished, playable and (...) fun" and "completely excellent". Mega situó al juego en el puesto #20 en el Top de los mejores videojuegos de Mega Drive de todos los tiempos.